# Bazi nagy görög lagzi
A Bazi nagy görög lagzi (eredeti cím: My Big Fat Greek Wedding) 2002-es romantikus vígjáték, amit Nia Vardalos írt és a női főszerepet is ő játssza. A film rendezője Joel Zwick.
A filmet a 75. Oscar-díjátadóra a „legjobb eredeti forgatókönyv” kategóriában jelölték. A film az Egyesült Államokban 241 millió dollár bevételt ért el.
Magyarországi bemutató:  2003. január 16.
2016. március 31-én mutatták be a magyarországi mozikban a Bazi nagy görög lagzi 2. című filmet (My Big Fat Greek Wedding 2, rendezte: Kirk Jones), ami a film folytatása.

## Rövid történet
Tula Portokalosz (Nia Vardalos) egy középosztálybeli görög-amerikai nő az elvárásokkal ellentétben szerelmes lesz egy felső középosztálybeli, nem-görög fiatalemberbe, Ian Millerbe (John Corbett).

## Cselekmény
|  | Alább a cselekmény részletei következnek! |

Chicago, hajnali 5 óra, esik az eső. Tulával apja a családi étteremhez autózik, hogy kinyissák a boltot.
Tula harmincéves, és apjától azt hallja tizenöt éves kora óta, hogy ő egyre öregebb lesz, és már férjhez kellett volna mennie. Családja azt várja tőle, hogy „menjen hozzá egy görög férfihoz, szüljön gyerekeket és etesse őket”.
Tula apja, Kosztasz Portokalosz első generációs görög bevándorló, aki büszke görög gyökereire, és ezt állandóan túlzásba viszi. Erős görög akcentussal beszél, akárcsak a többiek a népes rokonságban, a fiatalok kivételével. Apja Tula gyerekkora óta azt a játékot játssza, hogy bármely szóról bebizonyítja, hogy az görög eredetű, legyen az akár a „kimonó” szó. Előszeretettel használ és állandóan magánál tart egy „Windex” nevű ablaktisztító flakont, ami szerinte mindenre jó (még rovarcsípésre vagy pattanás elmulasztására is).
Tula gyermekkora nem volt felhőtlen: barna hajával nem úgy nézett ki, mint a többi kislány, és a nyári táborok helyett neki görög iskolába kellett járnia.
Tula családalapítás helyett a család görög éttermében, a „Táncos Zorbá”-ban dolgozik. Nincsenek barátai és ismerősei. „Tökéletes” nővérével, Athenával szemben (aki férjnél van és van három gyereke), Tula trampli, szemüveges, előnytelenül öltözködik és kissé együgyűnek látszik.
Az étteremben egyszer észrevesz egy jóképű férfit, aki tanár kollégájával betért kávézni hozzájuk. Tula megkövülten áll, amikor meglátja.
Tula észrevesz az üzletmenetben néhány észszerűtlen dolgot, amit elmond apjának, miközben az a számlákat ellenőrzi. Tula megemlíti, hogy szeretne főiskolára menni és számítógépes ismereteket tanulni, apja szerint azonban így is elég okos, „lány létére”. Attól is fél, hogy lánya kábítószerezni kezd az iskola miatt. Anyja azonban ezt alaptalannak tartja és támogatja a dolgot.
A főiskola megkezdése után Tula kontaktlencsét kezd hordani, a haját feltűzi, és az arcára kozmetikumokat használ. Egész kinézete megváltozik. Egyszer a nagynénje utazási irodájába, a Mount Olymposba (am. „Olümposz hegye”) mennek az anyjával, ahol Tula szerint meg lehetne háromszorozni a forgalmat egy számítógép segítségével. A nagynéninek tetszik az ötlet, hogy Tula az irodában dolgozzon, azonban Tula anyja szerint ezt úgy kell intézni, hogy látszólag az apja ötlete legyen. Egy kis ügyességgel ezt el is érik.
Kosztasz elhozatja Görögországból az anyját, egy feketébe öltözött öregasszonyt, aki kizárólag görögül beszél, mindenhol török ellenséget gyanít, kést hord magánál és állandóan elkóborol.
Tula jobban érzi magát új munkahelyén, az utazási irodában, ahol nagy beleéléssel végzi a munkáját. Egyik nap észreveszi, amint Ian megy el az üzlet előtt és Ian is észreveszi őt. Nemsokára megismerkednek egymással és randevúzni kezdenek.
Tula titokban tartja a dolgot, azt mondja otthon, hogy fazekastanfolyamra jár, amire apja megjegyzi, hogy „az is görög eredetű”.
Néhány héttel később azonban véletlenül észreveszi valaki őket a rokonságból és ez hamar Tula apjának fülébe jut, aki hallani sem akar a dologról, mivel nem görög fiúról van szó, semmit sem tud a családjáról és a fiú nem kért tőle engedélyt, hogy a lányának udvarolhasson. Anyja is úgy gondolja, hogy a romantikából elég volt ennyi.
Ian és Tula azonban nem mondanak le egymásról és továbbra is találkoznak. Egyik találkozásuk alkalmával Ian megkéri Tula kezét és ő igent mond. Azonban a család kívánalmait nem lehet figyelmen kívül hagyni, ezért Ian felveszi a görögkeleti vallást, ennek keretében a templomban rituálisan megkeresztelik. Így formailag már nincs akadálya a házasságnak, sőt, többen „besegítenek” az esküvő szervezésébe. Tula az összes rokont és ismerőst meghívja a nagy alkalomra, Tula anyja pedig már jóval korábban elkészíttette a meghívókat, csak éppen Ian szüleinek nevét írta rosszul.
Tula többször vendégeskedik Ian szüleinél, ahol ha nem is fagyos, de elég kimért a hangulat. Ian szüleit pedig Tula szülei hívják meg, de itt ismeretlen fogalom a „szűk családi kör”, Tula hiába tiltakozik, a megilletődött örömszülőket népes görög rokonság várja a kertben, ahol nyílt lángon sült húst készítenek.
Az esküvő reggelén élénkség és hisztéria tör ki, de a szertartás gond nélkül lezajlik. Tula apja kis beszédet mond, amiben befogadja Iant és szüleit a rokonságba, és nászajándékként egy önálló házzal lepi meg az ifjú házasokat (a ház az övéké mellett áll).
A történet epilógusa 6 évvel később játszódik, ebben Tula és Ian hatéves kislánya arról panaszkodik, hogy a nyári görög iskola helyett ő is cserkésztáborba szeretne menni. Anyja azzal vigasztalja, hogy ha felnő, ahhoz megy hozzá, akihez csak akar.
|  | Itt a vége a cselekmény részletezésének! |

## Szereposztás
| Szerep             | Színész                 | Szinkronhang       |
| ------------------ | ----------------------- | ------------------ |
| Toula Portokalos   | Nia Vardalos            | Liptai Claudia     |
| Ian Miller         | John Corbett            | Széles László      |
| Gus Portokalos     | Michael Constantine     | Rajhona Ádám       |
| Maria Portokalos   | Lainie Kazan            | Győry Franciska    |
| Nick Portokalos    | Louis Mandylor          | Galbenisz Tomasz   |
| Nikki              | Gia Carides             | Farkasinszky Edit  |
| Voula nagynéni     | Andrea Martin           | Szirtes Ági        |
| Taki nagybácsi     | Gerry Mendicino         | Gruber Hugó        |
| Rodney Miller      | Bruce Gray              | Szokolay Ottó      |
| Harriet Miller     | Fiona Reid              | Hámori Ildikó      |
| Mike               | Ian Gomez               | Besenczi Árpád     |
| Athena             | Stavroula Logothettis   | Spilák Klára       |
| Yianni             | Peter Tharos            | Haás Vander Péter  |
| Angelo             | Joey Fatone             | Bodrogi Attila     |
| Yiayia             | Bess Meisler            | Bakó Márta         |
| Mrs. White         | Jayne Eastwood          | Bókai Mária        |
| Jennie             | Chrissy Paraskevopoulos | Tátrai Zita        |
| Marianthi          | Kathryn Haggis          | Orosz Anna         |
| Freida nagynéni    | Maria Vacratsis         | Illyés Mari        |
| Lexy nagynéni      | Gale Garnett            | Bokor Ildikó       |
| Nota nagynéni      | Charlene Bitzas         |                    |
| Foti               | Constantine Tsapralis   | Czető Roland       |
| Toula - 6 évesen   | Christina Eleusiniotis  | Bánlaki Kelly      |
| Toula - 12 évesen  | Marita Zouravlioff      | Szabó Luca         |
| Athena - 15 évesen | Sarah Osman             | Bogdányi Titanilla |
| Görögtanár         | John Kalangis           | Forró István       |

## Fogadtatás
A Bazi nagy görög lagzi váratlan sikert aratott. Mivel független filmről van szó, alacsony, 5 millió dolláros költségvetéssel, ezért kirobbanónak számít a 368 millió dolláros bevétel. Ezzel „a 21. század romantikus filmjei”-nek élvonalába tartozik az Echo Bridge Entertainment szerint. Az Egyesült Államok történetében ez volt az 5. legtöbb bevételt elért film 2002-ben 241 438 208 dollárral, és a legnagyobb bevétellel büszkélkedő romantikus film. Érdekesség, hogy ezt a teljesítményt úgy érte el a film, hogy egyszer sem vezette az észak-amerikai heti bevételek listáját. A CNBC megállapítja róla, hogy ez volt minden idők anyagilag legjövedelmezőbb befektetése a filmek között, 6150% haszonnal (a költségvetést az infláció figyelembe vételével 6 millióra kerekítették). A második helyezett ebből a szempontból az  E.T. a földönkívüli, jelentősen kisebb, 3172%-kal.
A film általánosságban pozitív kritikákat kapott. Martin Grove, a Hollywood Reporter kritikusa azt írta: „Tom Hanks és Rita Wilson [...] akkor találták meg a 'Bazi nagy görög lagzi'-t, amikor az még Nia Vardalos önálló, egyszemélyes műsora volt Los Angeles egyik színpadán, és annyira hittek benne, hogy megszülethetett a  film”.
128 kritikus véleménye alapján a Rotten Tomatoes 76%-ra értékelte. A weboldal szerint „Bár néha olyan, mint egy tévében játszott helyzetkomédia, a Bazi nagy görög lagzi jó kedélyű, szerethető film.” A hasonlóan működő, kritikusok véleményét összegző Metacritic 62/100-ra értékelte 29 vélemény alapján, amik „általában kedvezőek voltak”.

## Díjak, jelölések
- 2003: a filmet a 75. Oscar-díjátadóra a „legjobb eredeti forgatókönyv” kategóriában jelölték.
- 2003: Independent Spirit Award: Nia Vardalos
- 2003: People’s Choice Award – „legjobb vígjáték”
- 2003: BMI Film Music Award – „legjobb filmzene”: Alexander Janko és Chris Wilson

## Filmdalok
| a dal neve                                  | előadó                                              |
| ------------------------------------------- | --------------------------------------------------- |
| "Istanbul Coffee Shop"                      | Daghan Baydur és Richard Keith Thomas               |
| "Ancient Greece"                            | Daghan Baydur és Richard Keith Thomas               |
| "I'm a Woman"                               | Jerry Leiber és Mike Stoller                        |
| "Wedding March – A Midsummer Night's Dream" | Christopher Dowie                                   |
| "Wedding March"                             | Christopher Dowie                                   |
| "Orea Ee Neefee Mas"                        | hagyományos népzene                                 |
| "Bécsi vér"                                 | zeneszerző: Johann Strauß, előadó: J. Ten Kortenaar |
| "Tis Nifis Ta Vimata"                       | Eman                                                |
| "Mookopoulos"                               | Eman                                                |
| "Belly Dancer"                              | Eman                                                |
| "Kefi In Katavia"                           | Eman                                                |
| "To Kounoupi"                               | Eman                                                |
| "All My Only Dreams"                        | Scott Rogness és Rick Elias                         |
| "Stalia Stalia"                             | Alexandros Xenofontos                               |
| "Xekina Mia Psaroboulla"                    | Alexandros Xenofontos                               |
| "Secret Garden"                             | Nick Kutsukos                                       |
| "Dear God"                                  | Nick Kutsukos                                       |
| "Waltz"                                     | J. Ten Kortenaar                                    |

## Érdekesség
- Nia Vardalos a saját életéből merítette a film témáját, mivel ő maga is görög származású. Férje, Ian Gomez is szerepel a filmben, aki a filmbeli vőlegény legjobb barátja, és ugyanabban az iskolában tanít.

## My Big Fat Greek Life
A filmből 2003-ban készítettek egy tévésorozatot, amiben a legtöbb eredeti szereplő részt vett, az egyetlen kivétel John Corbett volt, aki addigra egy másik tv-sorozatban, a Lucky-ban vállalt szerepet. Az ő helyét Steven Eckholdt vette át. John Corbett is megjelent volna a sorozatban, mint a férj legjobb barátja, de a sorozatot törölték, mielőtt erre sor került volna.
A sorozatot lehúzták a kritikusok, megjegyezve a szereplők véletlenszerű megjelenését és a komoly „kiigazításokat”, amik nem passzoltak a film eredeti történetéhez.
A sorozat 7 epizódját tartalmazó DVD-t a Sony Pictures Home Entertainment forgalmazza, a sorozatot a Sony Pictures Television készítette.

## Forgatási helyszínek
A filmet nagyrészt Torontóban és Chicagóban vették fel. A Torontóban található Ryerson University és Toronto görög negyede (Greektown) látható a filmben. Toronto görög negyedében a Danforth Avenue-n való séta több forgatási helyszínt megmutat.
Kosztasz és Maria Portokalosz háza (valamint Tula és Ian háza) a Glenwood Crescenten található, nem messze az O'Connor Drive-tól, East Yorkban. A ház kívülről a valóságban is nagyjából úgy volt díszítve, ahogyan a filmben megjelenik. A film néhány jelenetét a torontói Jarvis High Schoolnál vették fel.
A film premierje 2002 februárjában volt, a mozik 2002. április 19-én kezdték játszani az Egyesült Államokban. A világ egy részén már 2002 nyarán, máshol 2003 őszén és telén mutatták be (köztük Magyarországon is).

## Fordítás
- Ez a szócikk részben vagy egészben  a   My Big Fat Greek Wedding című angol Wikipédia-szócikk fordításán alapul.  Az eredeti cikk szerkesztőit annak laptörténete sorolja fel. Ez a jelzés csupán a megfogalmazás eredetét és a szerzői jogokat jelzi, nem szolgál a cikkben szereplő információk forrásmegjelöléseként.
- Ez a szócikk részben vagy egészben  a   My Big Fat Greek Wedding – Hochzeit auf griechisch című német Wikipédia-szócikk fordításán alapul.  Az eredeti cikk szerkesztőit annak laptörténete sorolja fel. Ez a jelzés csupán a megfogalmazás eredetét és a szerzői jogokat jelzi, nem szolgál a cikkben szereplő információk forrásmegjelöléseként.
- Ez a szócikk részben vagy egészben  a   My Big Fat Greek Wedding című spanyol Wikipédia-szócikk fordításán alapul.  Az eredeti cikk szerkesztőit annak laptörténete sorolja fel. Ez a jelzés csupán a megfogalmazás eredetét és a szerzői jogokat jelzi, nem szolgál a cikkben szereplő információk forrásmegjelöléseként.